# Australovenator
Az Australovenator (jelentése: déli vadász) az allosauroidea theropoda dinoszauruszok egyik neme, amely a kora kréta korban, az albai korszakban élt Ausztráliában. A többi carnosaurushoz hasonlóan két lábon járó húsevő volt. Egy hiányos koponya és koponya alatti (posztkraniális) csontváz alapján vált ismertté.

## Anatómia és történet

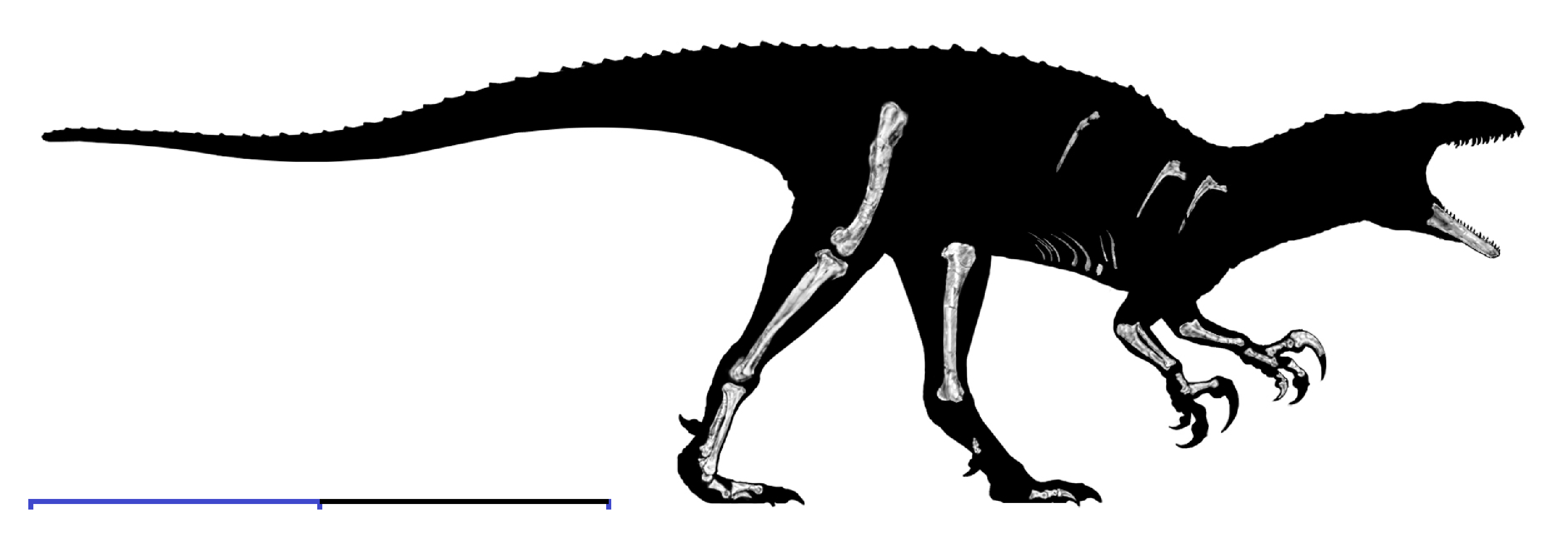
Az Australovenator sziluettje az ismert csontvázelemekkel

Az Australovenator holotípusa, az Ausztrál Dinoszauruszok Kora Múzeum (Australian Age of Dinosaurs Museum) AODL 604-es jelzésű lelete egy részleges csontváz, amihez egy bal állkapocscsont, fogak, mellső és hátsó láb töredékek, a jobb csípőcsont egy része, bordák és hasi bordák tartoznak. Az Australovenator leírását Scott Hocknull és kollégái készítették el 2009-ben. A típusfaj az A. wintonensis, melynek neve arra utal, hogy a queenslandi Winton közelében találtak rá. A filogenetikus elemzés szerint az Australovenator egy allosauroidea carnosaurus, amely a Fukuiraptorra és a carcharodontosauridákra hasonlít. Az elemzés során kiderült, hogy a Carcharodontosauridae testvértaxonja. Az Australovenator és a Fukuiraptor bokája hasonló a Viktória Múzeum (Museum Victoria) NMVP 150070 jelzésű leletéhez, egy bokacsonthoz, amit korábban Allosaurus sp. néven soroltak be, és ami valószínűleg az Australovenator vagy egy közeli rokona maradványa lehet.

## Ősbiológia
Az AODL 604-et Wintontól 60 kilométerre, északnyugatra fedezték fel, Elderslie Station közelében. A Winton-formáció alsó részéről került elő, ami a késő albai korszakban jött létre. Az AODL 604 egy két homokkő réteg közé zárt agyagrétegben temetődött el, amit egy holtág lerakódásaként értelmeznek. Ezen a lelőhelyen bukkantak rá a sauropodák közé tartozó Diamantinasaurus, valamint kagylók, halak, teknősök, krokodilok és növények fosszíliáira is. A Winton-formáció faunájához kagylók, csigák, rovarok, a Metaceratodushoz hasonló tüdőshalak, teknősök, az Isisfordiához hasonló krokodilok, pteroszauruszok és különféle dinoszauruszok, például a Diamantinasaurus és a Wintonotitan, valamint több névtelen ankylosaurus és hypsilophodontida tartozott. A formációban élt növények között megtalálhatók a páfrányok, a páfrányfenyők, a nyitvatermők és a zárvatermők is.
Az Australovenator egy közepes méretű allosauroidea volt. Hocknull szerint 6 méteres hosszúságot és 2 méteres csípőmagasságot ért el. Mivel könnyű felépítésű ragadozó volt, „kora gepárdjaként” jellemezte.

## Fordítás
- Ez a szócikk részben vagy egészben az Australovenator című angol Wikipédia-szócikk ezen változatának fordításán alapul.  Az eredeti cikk szerkesztőit annak laptörténete sorolja fel. Ez a jelzés csupán a megfogalmazás eredetét és a szerzői jogokat jelzi, nem szolgál a cikkben szereplő információk forrásmegjelöléseként.